# Ziekenhuisboomzwam
De ziekenhuisboomzwam (Radulomyces confluens) is een plaatjeszwam uit de familie Pterulaceae. Hij leeft saprotroof op dood van bomen, stronken en struiken, voornamelijk op loofbomen, maar ook op coniferen op geschikte locaties. Hij veroorzaakt witrot van hout. Hij komt vooral veel voor in vochtige habitats, dicht bij water, bijvoorbeeld in oeverbossen en rivierelzenbossen. Hij komt voor in verschillende soorten bossen, waaronder parken en tuinen, waar hij groeit op dode takken van bomen, struiken en heggen. 

## Taxonomie
De soort werd hij al in 1815 voor het eerst wetenschappelijk beschreven door Elias Magnus Fries. Later werd hij door de Deense botanicus Mads Peter Christiansen naar het geslacht Radulomyces verplaatst, waar hij de typesoort is.

## Kenmerken
Uiterlijke kenmerken
Het vruchtlichaam is uitgespreid, nauw aansluitend op de grond, leerachtig, dun (0,1-0,5 mm dik). Morfologisch is het erg veranderlijk. De grootte varieert enorm - van heel klein tot heel groot. De vorm is ook zeer variabel - van rond of ovaal tot verschillende vormen. Het is hygrofaan, dus de kleur hangt af van de vochtigheid; als het nat is, is het witgrijs of grijsachtig, vaak met een roze of violette tint, als het droog is, witachtig of geel. Het oppervlak is glad en wasachtig, de omtrek is meestal gekarteld
Microscopische kenmerken
De cystidia zijn niet aanwezig. De basidia hebben talrijke oliedruppels, 4 sterigmata en meten 35-55 × 6-9 μm. De sporen zijn ellipsvormig tot spoelvormig en meten 8-12 × 6,5-9 μm. Ze hebben wanden met oliedruppels en een glad, niet-amyloïde oppervlak.

## Verspreiding
De ziekenhuisboomzwam komt veel voor in Europa en Noord-Amerika, maar komt ook voor in Azië, Zuid-Amerika en Australië. In Nederland komt de zwam zeer algemeen voor. Hij is niet bedreigd en staat niet op de rode lijst.

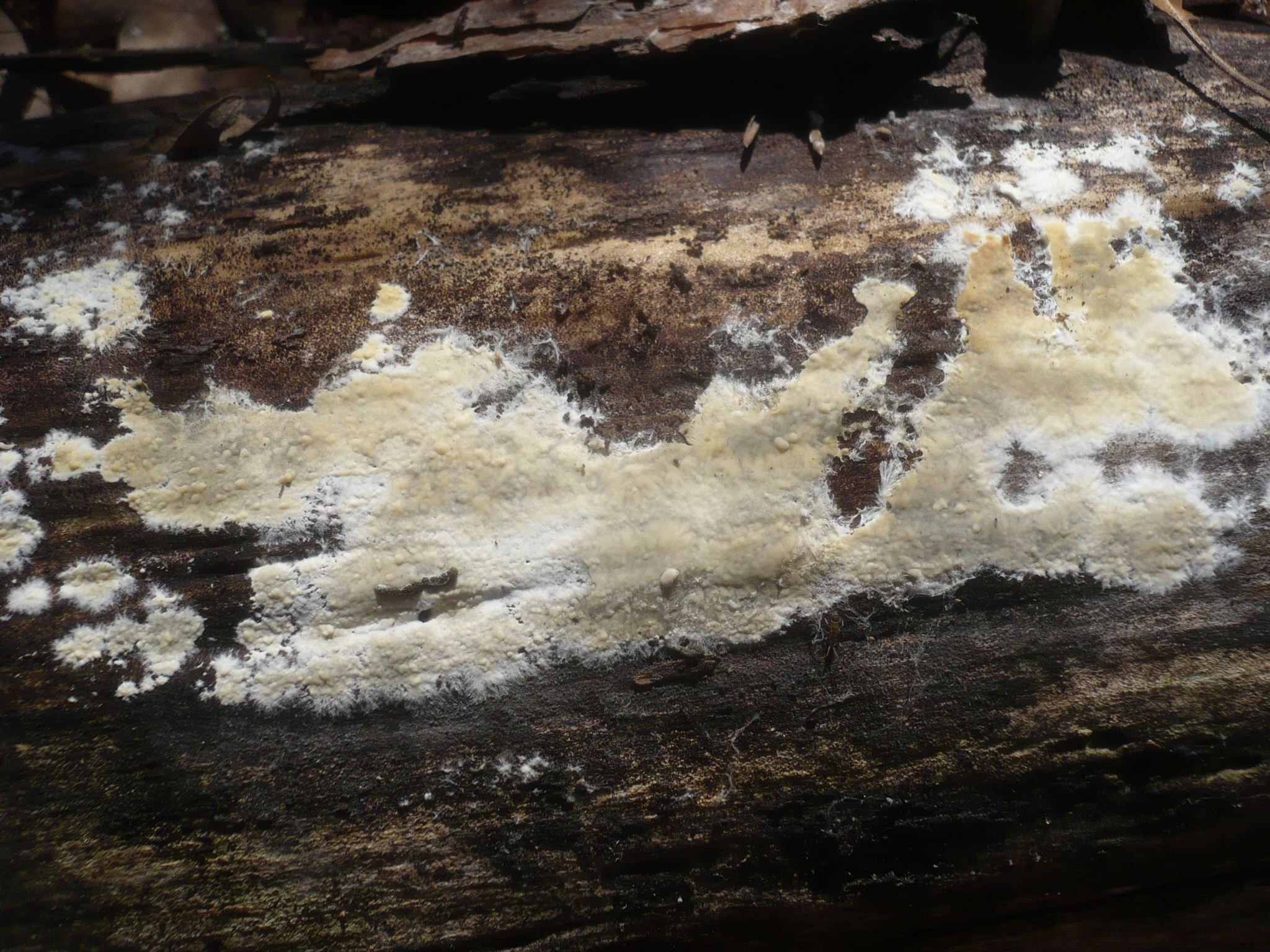
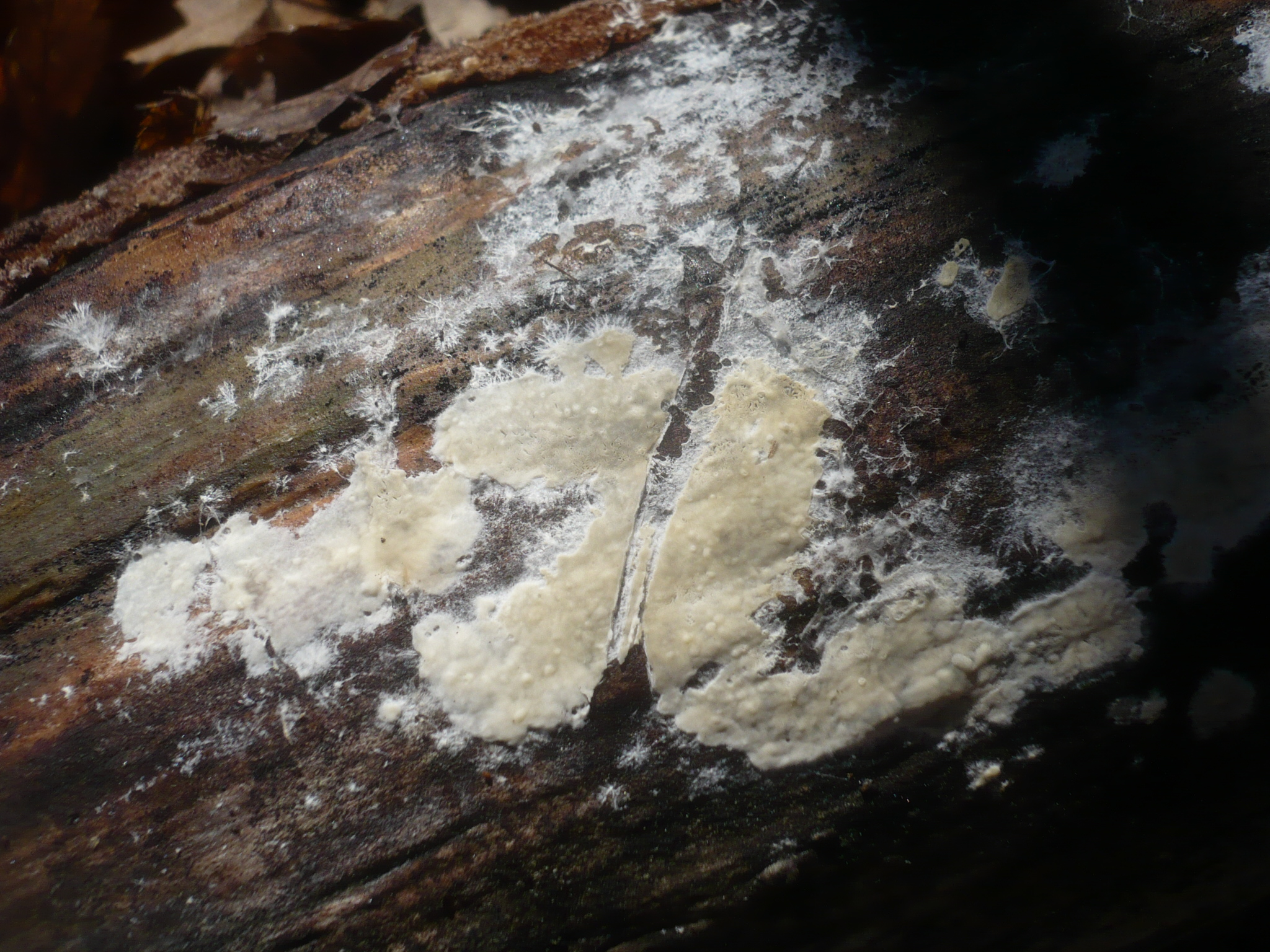
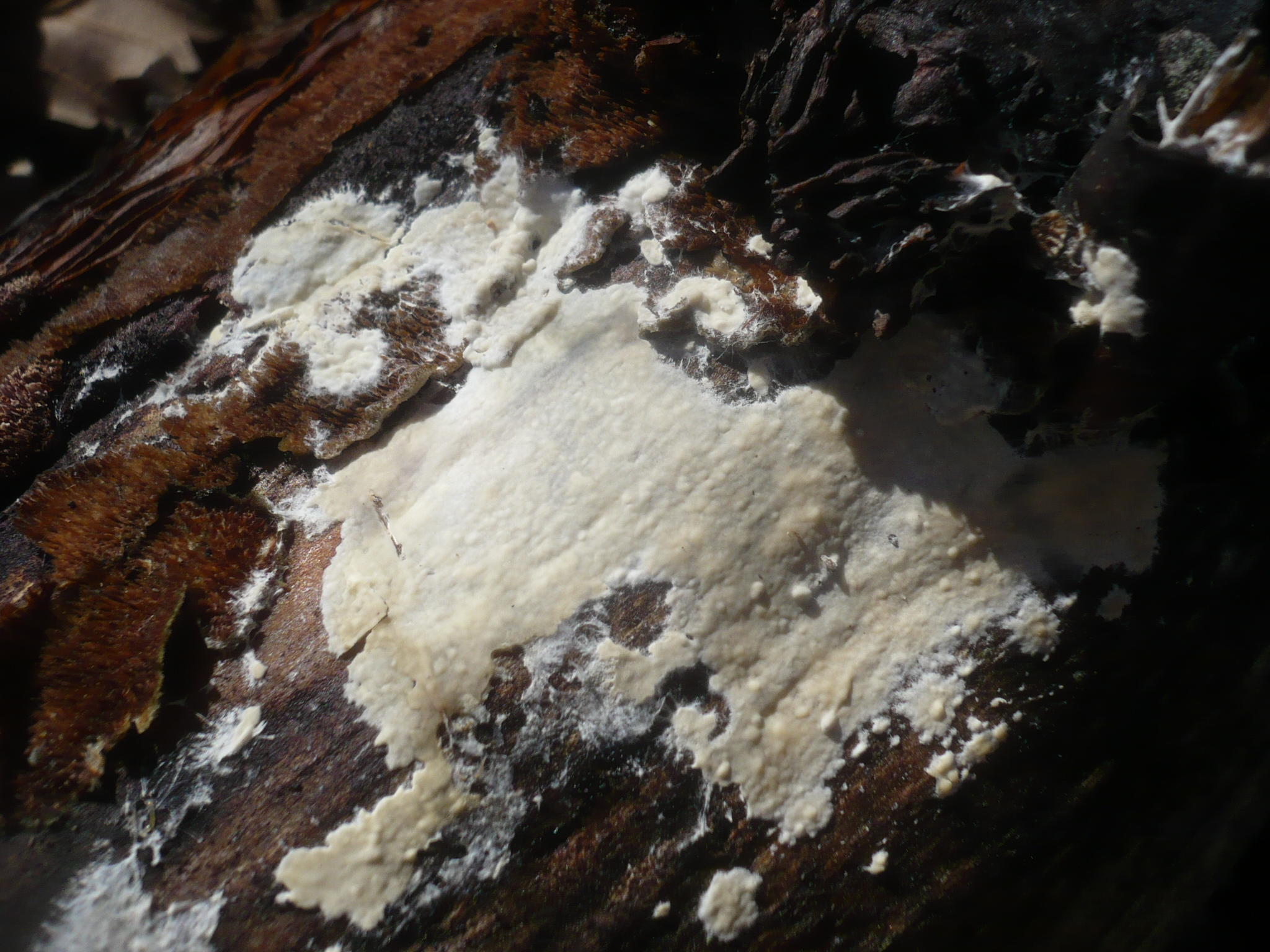